# Agnez Mo (album)
Albums de Agnes Monica
Agnes Is My Name (en)
(2011)
Singles
1. Hide & Seek
Sortie : -
2. Bad Girl
Sortie : -
3. Walk
Sortie : -
4. Got Me Figured Out

Agnez Mo est le deuxième album studio de la chanteuse indonésienne Agnes Monica. L'album éponyme a présenté son nouveau nom de scène, qui, auparavant connu sous le nom "Agnes Monica". Il a été initialement enregistré comme son CD de démonstration qui a été envoyé aux maisons de disques aux États-Unis afin d'obtenir un contrat d'enregistrement pour son premier US. Bien que les pistes sont en anglais, elle a obtenu un accord avec Indomaret et Kopi Kapal Api pour libérer les pistes de démonstration sur le marché indonésien seulement. L'album est sorti numériquement le 1er juin 2013  par Entertainment Inc., via Souniq Musique, une nouvelle application de musique dans la région de l'Asie du Sud-Est. NET. Nez Académie a été utilisé pour financer son tournage de la vidéo et des apparitions à l'étranger,,.

## Pistes de l'album
| Souniq Music Apps., Digital Download Version | Souniq Music Apps., Digital Download Version | Souniq Music Apps., Digital Download Version | Souniq Music Apps., Digital Download Version | Souniq Music Apps., Digital Download Version | Souniq Music Apps., Digital Download Version | Souniq Music Apps., Digital Download Version | Souniq Music Apps., Digital Download Version | Souniq Music Apps., Digital Download Version | Souniq Music Apps., Digital Download Version |
| No                                           | Titre                                        | Producer(s)                                  | Durée                                        |                                              |                                              |                                              |                                              |                                              |                                              |
| -------------------------------------------- | -------------------------------------------- | -------------------------------------------- | -------------------------------------------- | -------------------------------------------- | -------------------------------------------- | -------------------------------------------- | -------------------------------------------- | -------------------------------------------- | -------------------------------------------- |
| 1.                                           | Hide & Seek                                  | Tearce Kizzo                                 | 03.48                                        |                                              |                                              |                                              |                                              |                                              |                                              |
| 2.                                           | Walk                                         | Tearce Kizzo                                 | 03.20                                        |                                              |                                              |                                              |                                              |                                              |                                              |
| 3.                                           | Bad Girl                                     | Tearce Kizzo                                 | 03.55                                        |                                              |                                              |                                              |                                              |                                              |                                              |
| 4.                                           | Flyin' High                                  | Tearce Kizzo                                 | 02.53                                        |                                              |                                              |                                              |                                              |                                              |                                              |
| 5.                                           | Got Me Figured Out                           | Tearce Kizzo                                 | 03.48                                        |                                              |                                              |                                              |                                              |                                              |                                              |
| 6.                                           | Things Will Get Better                       | Tearce Kizzo                                 | 04.07                                        |                                              |                                              |                                              |                                              |                                              |                                              |
| 7.                                           | Renegade                                     | Tearce Kizzo                                 | 03.23                                        |                                              |                                              |                                              |                                              |                                              |                                              |
| 8.                                           | Be Brave                                     | Tearce Kizzo                                 | 03.49                                        |                                              |                                              |                                              |                                              |                                              |                                              |
| 9.                                           | Let's Fall in Love Again                     | Tearce Kizzo                                 | 03.17                                        |                                              |                                              |                                              |                                              |                                              |                                              |
| 10.                                          | Shut 'Em Up                                  | Tearce Kizzo                                 | 02.55                                        |                                              |                                              |                                              |                                              |                                              |                                              |
| 35.19                                        |                                              |                                              |                                              |                                              |                                              |                                              |                                              |                                              |                                              |